# Graham Griffiths
Graham Griffiths (Escócia, 1954) é um maestro, pianista, clarinetista, musicólogo e professor britânico, atuante por mais de dez anos no Brasil. 
Estudou musicologia na Universidade de Edinburgo e educação musical em Cambridge, onde juntou-se a um grupo de música erudita contemporânea, e em 1986 emigrou para o Brasil. Deu aulas particulares, deu palestras no Mozarteum Brasileiro, lecionou na Universidade Estadual Paulista, foi vice-presidente da Sociedade Brasileira de Musicologia entre 1993 e 1998, e membro da Comissão Nacional de Incentivo à Cultura de 1995 a 1997. Desde 2010 é pesquisador associado da Universidade de Londres. Tem desenvolvido trabalho musicológico especializado na obra de Stravinsky, escreveu o livro Stravinsky's Piano: Genesis of a Musical Language, editou o volume de ensaios Stravinsky in Context, e escreveu mais de 20 artigos para The Cambridge Stravinsky Encyclopedia. Também editou as obras de Leokadiya Kashperova, e tem sido convidado para palestrar e pesquisar em muitas universidades brasileiras e europeias.
Como regente se destacou no campo da música erudita contemporânea dirigindo o Grupo Novo Horizonte, fundado por ele em 1989 e ativo até 1999, que segundo os pesquisadores Tatiana Catanzaro e Maurício Carneiro deu grande impulso à produção dos compositores brasileiros ao encomendar, executar e gravar obras dos mais diversos estilos, e cujo legado, segundo o pesquisador Christopher Dromey, ainda repercute na música erudita brasileira.
Também deu grande atenção à música colonial brasileira. Foi conselheiro do Festival de Música Antiga Colonial, realizou uma gravação do Réquiem de 1816 do padre José Maurício que é considerada referencial, foi um dos fundadores e regente do grupo Canto Colonial de Curitiba, que representou o Brasil no II Festival Internacional de Música Renascentista e Barroca Americana, na Bolívia, e entre 1999 e 2001 regeu os concertos de abertura do Simpósio Latino-Americano de Musicologia, onde foram apresentadas em primeira audição mundial muitas obras de compositores coloniais.